# Józef Stroynowski
Józef Stroynowski herbu Strzemię – szambelan Stanisława Augusta Poniatowskiego, komisarz cywilno-wojskowy powiatu łuckiego, konsyliarz województwa wołyńskiego w konfederacji targowickiej w 1792 roku.
Po kasacie zakonu jezuitów w 1773 roku, był dziedzicem klucza surażskiego. W maju 1793 roku wyznaczony przez konfederację targowicką do sądów ultimae instantiae.
W 1792 roku był kawalerem Orderu Świętego Stanisława.